# Reignac (Charente)
Reignac ist eine westfranzösische Gemeinde mit 715 Einwohnern (Stand 1. Januar 2022) im Département Charente in der Region Nouvelle-Aquitaine (vor 2016 Poitou-Charentes). Sie gehört zum Arrondissement Cognac und zum Kanton Charente-Sud. Die Einwohner werden Reignacais genannt.

## Lage
Reignac liegt etwa 30 Kilometer südwestlich von Angoulême. Umgeben wird Reignac von den Nachbargemeinden Montmérac im Westen und Norden, Barbezieux-Saint-Hilaire im Norden, Salles-de-Barbezieux im Nordosten und Osten, Condéon im Osten und Südosten sowie Le Tâtre im Süden und Südwesten. 

## Bevölkerungsentwicklung
| Jahr                       | 1962 | 1968 | 1975 | 1982 | 1990 | 1999 | 2006 | 2019 |
| Einwohner                  | 651  | 636  | 618  | 605  | 606  | 582  | 620  | 761  |
| Quellen: Cassini und INSEE |      |      |      |      |      |      |      |      |

## Sehenswürdigkeiten
- Kirche Saint-Pierre aus dem 12. Jahrhundert, seit 1970 Monument historique
- zwei Mühlen aus dem 18. Jahrhundert
- Haus Breuillac aus dem 17./18. Jahrhundert

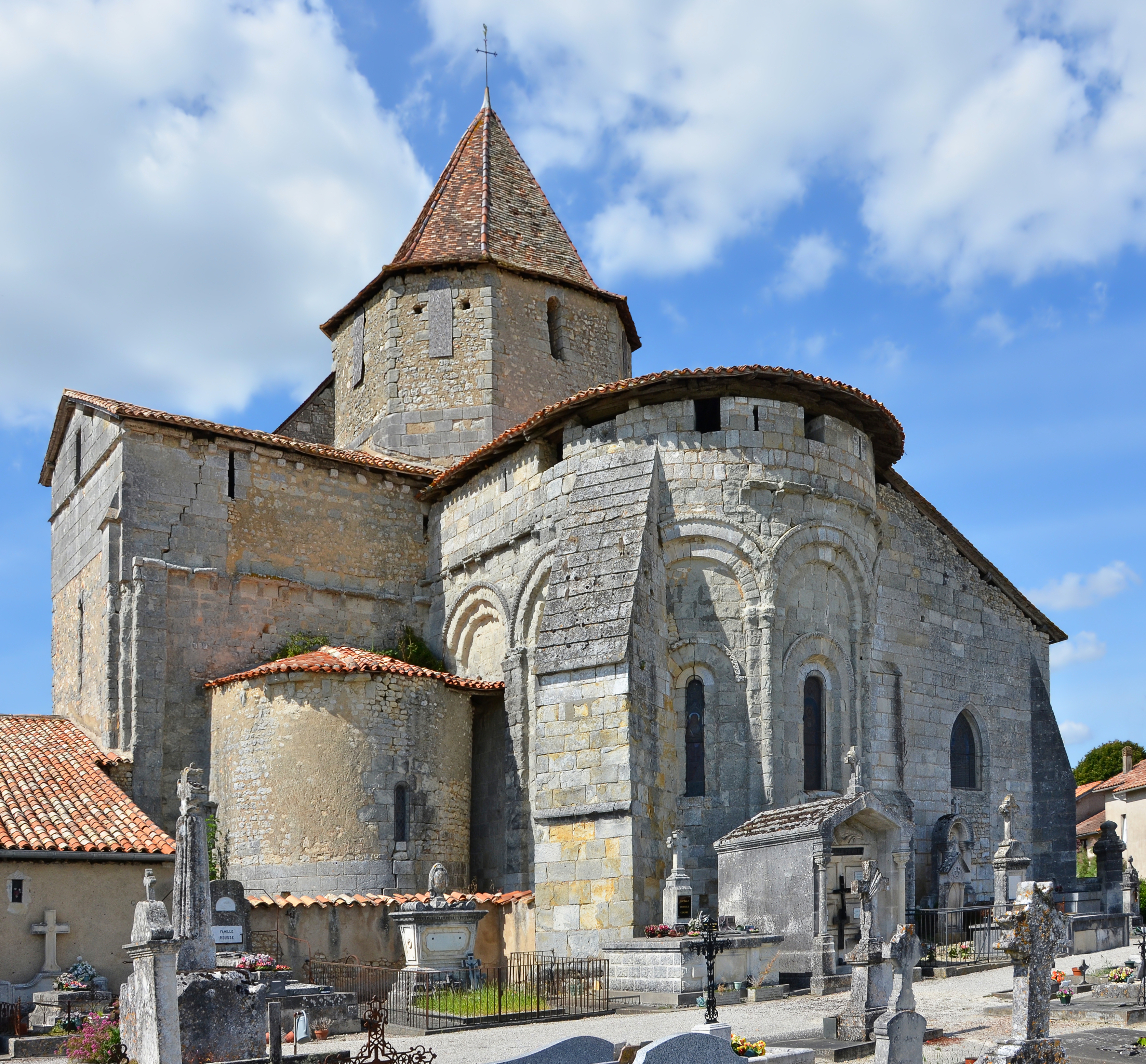
Kirche Saint-Pierre
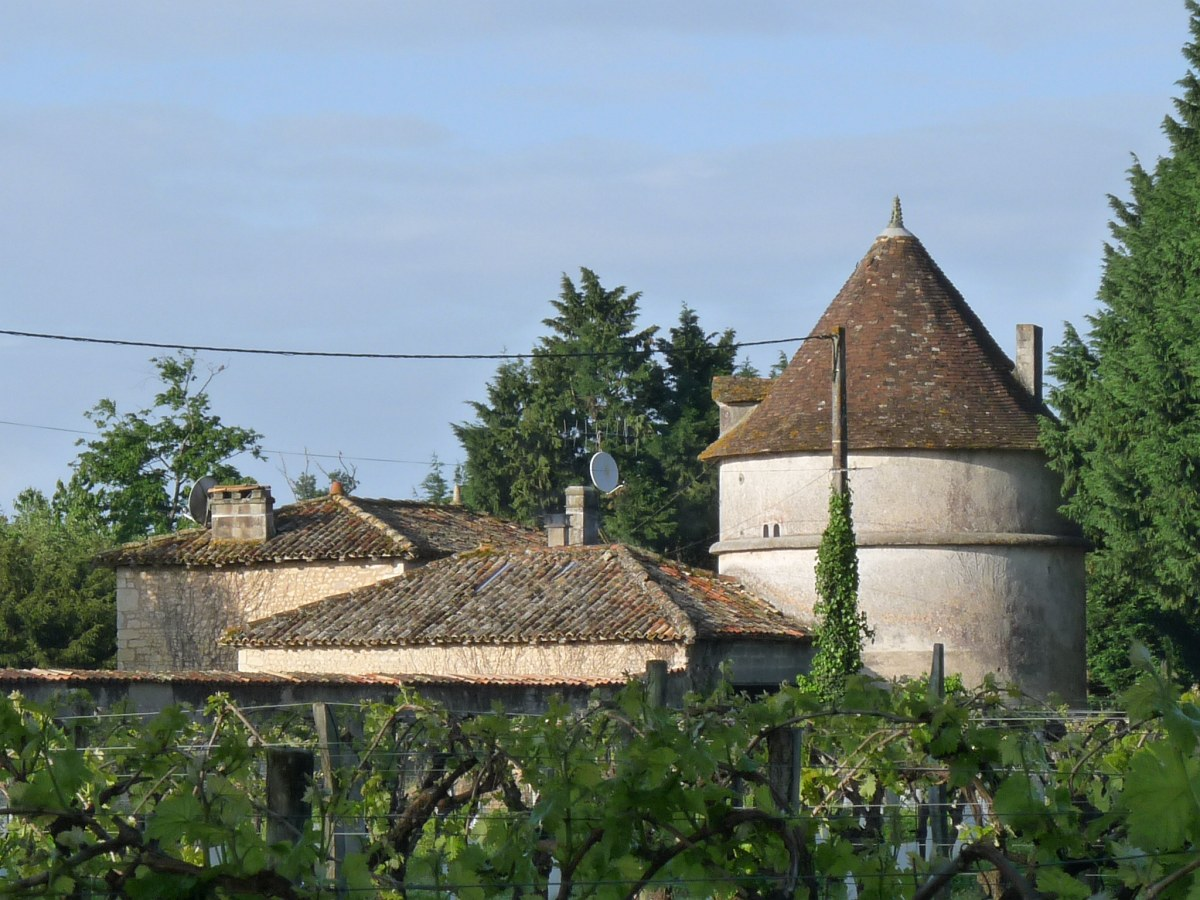
Haus Breuillac